# Wayne Barlowe
Wayne Douglas Barlowe (nascut el 6 de gener de 1958) és un pintor americà de ciència-ficció i fantasia. Ha pintat més de 300 llibres i cobertes de revista i il·lustracions per molts editors de llibre importants, així com revistes com Life, la revista Time, i Newsweek. Els seus pares, Sy i Dorothea Barlowe, eren ambdós artistes d'història natural.

## Carrera
Barlowe és molt conegut per pintures realistes de temàtica surrealista sobre vida alienígena, paisatges infernals així com paleoart. Als seus llibres d'obres d'art originals com Barlowe's Guide to Extraterrestrials i Barlowe's Guide to Fantasy exposa les seves interpretacions sobre éssers i criatures específiques coneguts en la ficció i literatura de fantasia. Expedition, es va adaptar al format televisiu com a Planeta d'Estranger, i és una visió complexa de l'evolució especulativa del planeta de ficció Darwin IV.
Barlowe's Inferno i Brushfire són interpretacions de demonologia i continguda en el Grimori d'Honori. God's Demon, la primera novel·la de Barlowe s'inspira en aquest treball i es va publicar l'any 2007. Una seqüela, The Heart of Hell, seria publicada l'agost de 2019.

## Vida personal
Es va casar el 1983 amb Shawna McCarthy, editora en cap de la revista Isaac Asimov's Science Fiction Magazine.
Té dues filles, Cayley i Hillary. I el 2013 es va casar amb Laura Hansen Barlowe.

## Filmografia
- Babilim 5: Thirdspace (1998)
- Galaxy Quest (1999)
- Titan Un.E. (2000)
- Blade II (2002)
- Hellboy (2004)
- Harry Potter i el Presoner d'Azkaban (2004)
- Harry Potter i el calze de Foc (2005)
- Planeta d'estranger (televisió, 2005)
- Hellboy II: L'exèrcit daurat (2008)
- Prototype (Videojoc, 2009)
- Avatar (2009)
- Dante Inferno: Edició Divina (Videojoc, 2010)
- John Carter (2012)
- El Hobbit: Un Viatge Inesperat (2012)
- R.I.P.D (2013)
- Pacific Rim (2013)